# 布尔尼凯勒
布尔尼凯勒（法語：Bourniquel，法語發音：[buʁnikɛl]）是法国多尔多涅省的一个市镇，属于贝尔热拉克区。

## 地理
布尔尼凯勒（44°48'34"N, 0°46'29"E）面积8.96 平方千米，位于法国新阿基坦大区多爾多涅省，该省份为法国西南部内陆省份，是法國本土面积第三大的省，大致对应佩里戈尔地区，北起顺时针与夏朗德省、上维埃纳省、科雷兹省、洛特省、洛特-加龙省、吉倫特省和滨海夏朗德省接壤。
与布尔尼凯勒接壤的市镇（或旧市镇、城区）包括：蓬图尔、巴亚克、佩里戈尔地区博蒙图瓦、莫利耶尔、圣阿维塞尼约尔、博蒙迪佩里戈尔。

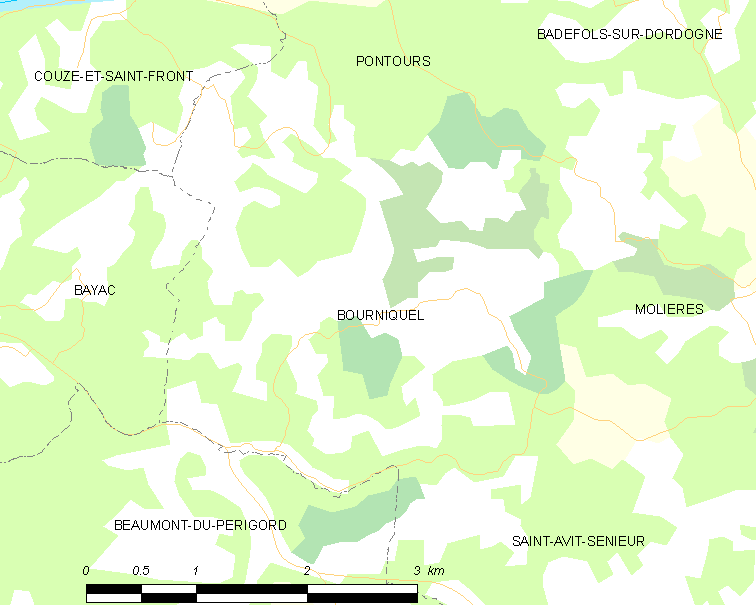
布尔尼凯勒的OSM定位图

布尔尼凯勒的时区为UTC+01:00、UTC+02:00（夏令时）。

## 行政
布尔尼凯勒的邮政编码为24150，INSEE市镇编码为24060。

## 政治
布尔尼凯勒所属的省级选区为拉兰德县。

## 人口

1962-2008年间布尔尼凯勒人口变化图示

布尔尼凯勒于2022年1月1日时的人口数量为67人。